# Arnd Schmitt
Arnd Rüdiger Schmitt (* 13. Juli 1965 in Heidenheim an der Brenz) ist ein ehemaliger deutscher Fechter, der mehrfacher deutscher Meister wurde und zwei olympische Goldmedaillen gewann.

## Erfolge
Arnd Schmitt wurde beim Heidenheimer SB ausgebildet, wechselte vor seinen größten Erfolgen über den Fecht-Club Tauberbischofsheim zu Bayer 04 Leverkusen. 1985 gewann er das Frankenland-Turnier und fuhr als Deutscher Juniorenmeister mit der Degen-Mannschaft zur Weltmeisterschaft. Dort gewann er seinen ersten Weltmeistertitel. 1986 wurde er erneut Mannschaftsweltmeister und 1987 belegte er den zweiten Platz. 1987 gewann Schmitt zum ersten Mal die deutsche Einzelmeisterschaft. Bei den Olympischen Spielen 1988 in Seoul gewann er Gold im Einzelwettbewerb, im Finale besiegte er den Franzosen Philippe Riboud. Mit der Mannschaft verlor Schmitt sechs Tage später im Finale gegen die Franzosen und erhielt Silber.
Bei der Weltmeisterschaft 1990 erhielt Schmitt im Einzelwettbewerb die Bronzemedaille und wurde mit der deutschen Mannschaft Vierter. Ein Jahr später gewann die Mannschaft bei der Fechtweltmeisterschaft 1991 die Bronzemedaille. 1991 gewann Schmitt auch zum zweiten Mal den Titel eines Deutschen Meisters. Bei den Olympischen Spielen 1992 schied Schmitt im Einzelwettbewerb frühzeitig aus und wurde auf Platz 29 gelistet. Mit der Mannschaft erreichte er das Finale, wo die deutsche Mannschaft gegen Ungarn die Goldmedaille errang.
Dafür erhielten er und die Mannschaft am 23. April 1993 das Silberne Lorbeerblatt.
1993 wurde die Weltmeisterschaft in Essen ausgetragen. Im Einzelwettbewerb erreichte Schmitt das Finale, unterlag dort aber dem Russen Pawel Kolobkow. Die deutsche Mannschaft gewann in Essen die Bronzemedaille. Ein Jahr später bei der Weltmeisterschaft in Athen gewann Schmitt Bronze im Einzelwettbewerb und Silber mit der Mannschaft. 1994 gewann Schmitt seinen dritten deutschen Meistertitel, bei der Europameisterschaft errang er Silber im Einzel. 1995 wurde er Einzeleuropameister. Bei der Weltmeisterschaft 1995 wurde Schmitt in der Einzelwertung Neunter. Mit der Mannschaft gewann er zum dritten Mal nach 1985 und 1986 den Weltmeistertitel. Bei den Olympischen Spielen 1996 war Schmitt Fahnenträger der deutschen Delegation bei der Eröffnungsfeier. Er wurde im Einzel Zehnter, die Mannschaft verpasste als Vierte knapp eine Medaille.
1997 wurde Schmitt bei der Weltmeisterschaft Zweiter mit der Mannschaft. Die Deutschen Meisterschaften im Degen-Einzel gewann er 1997, 1998 und 1999 in Folge. Bei der Europameisterschaft 1999 errang er Bronze mit der Mannschaft. Die Weltmeisterschaft 1999 fand in Seoul statt, wo Schmitt elf Jahre zuvor Olympiasieger im Einzel geworden war. Und Schmitt gewann tatsächlich den Einzelwettbewerb, mit der Mannschaft wurde er Zweiter. Bei seinen vierten Olympischen Spielen 2000 in Sydney wurde Schmitt zum Abschluss seiner Karriere mit der Mannschaft Fünfter.
Schmitt war während seiner Karriere viele Jahre Aktivensprecher. Er wurde 1999 an der Universität Köln promoviert. 2002 war er Mitglied des Nationalen Olympischen Komitees. Nach dem Ende seiner aktiven Sportlerkarriere ist der Zahnarzt unter anderem Kuratoriumsmitglied der Sportstiftung NRW.
Im Juli 2016 fand Schmitt Aufnahme in die Hall of Fame des deutschen Sports.